# Numismatica romana
La numismatica romana è la branca della numismatica antica che studia la monetazione romana. 

## Articolazione della materia
Si è soliti dividere la materia in:
- monetazione romana repubblicana
- monetazione imperatoriale
- monetazione imperiale
- monetazione provinciale

La monetazione repubblicana comprende monete dalle prime emesse da Roma a partire dal III secolo a.C. sino alla guerra civile che scoppia intorno al 49 a.C.
La monetazione imperatoriale comprende monete emesse nel periodo delle guerre civili, dai vari generali in lotta in virtù dell'imperium posseduto. Alcuni studiosi non accettano questa categoria ed includono queste monete in quelle repubblicane.
La monetazione imperiale romana comprende monete emesse dalla nascita del principato fino alla fine dell'Impero romano.
La monetazione provinciale invece tratta di quelle monete che sono state emesse da colonie ed alleati di Roma. Si tratta principalmente di monete sussidiarie o di monete emesse dagli imperatori romani utilizzando tipi che fossero meglio compresi da popolazioni di lingua greca. Spesso queste monete sono indicate col termine di coloniali. Una volta erano anche chiamate Greche imperiali.
I punti più rilevanti nella monetazione romana sono l'emissione del denario nel III secolo a.C., l'emissione dell'antoniniano verso il 215 d.C. da parte di Caracalla nonché lo studio del sesterzio vero e proprio veicolo di propaganda dell'antichità.
Sono anche fondamentali le riforme monetarie di Augusto, Caracalla, Aureliano e Diocleziano.

## Classificazione delle monete romane repubblicane

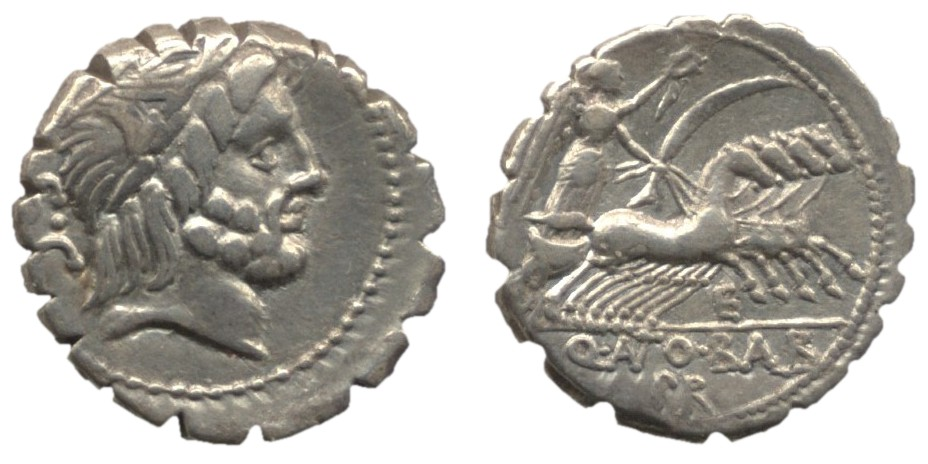
Antonia 1; Syd. 742; Craw. 364/1b

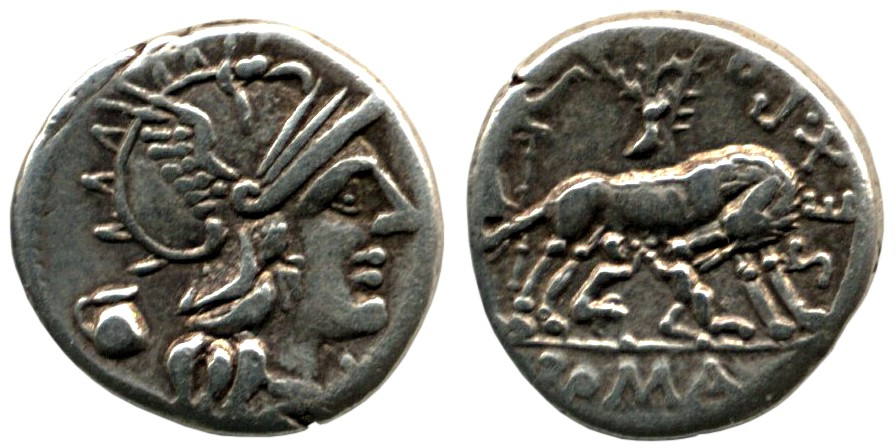
Pompeia 1; Syd. 461; Craw. 235/1a

Per le monete repubblicane uno dei riferimenti più usati è il testo di Ernest Babelon (Description historique et chronologique des monnaies de la république romaine vulgairement appelées monnaies consulaires) pubblicato in due volumi nel 1885-1886. Nel testo viene utilizzata la suddivisione proposta da Eckhel: 
- monete fuse
- monete romano-campane
- monete anonime, senza cioè l'indicazione del magistrato responsabile dell'emissione
- monete divise per gens. All'interno della gens le monete sono catalogate in ordine cronologico. Le monete vengono quindi indicate con l'indicazione delle gens ed un numero progressivo: ad es. Claudia 6, Pomponia 1.

La Description di Babelon è stata ristampata.
Altri lavori più moderni sono quello di Sydenham e quello di Michael H. Crawford, che elencano le monete in ordine cronologico.
Il lavoro di Crawford è il più recente sulla monetazione repubblicana. Nell'elenco delle monete il primo numero indica il monetario, mentre il secondo numero indica la singola moneta.
- Sydenham, E.A.: Coinage of the Roman Republic
- Crawford, M. H.: Roman Republican Coinage.

Quest'ultimo lavoro è considerato il migliore attualmente esistente.
Bisogna anche citare due studi particolari:
- Campana, Alberto: La monetazione degli insorti durante la guerra sociale (91-87 a.C., l'unico studio approfondito su questo tema, che riporta anche il corpus completo e lo studio dei coni.
- Thurlow, B.  - Vecchi I.: Italian Aes Grave and Italian Aes Rude, Signatum, and the Aes Grave of Sicily, sulla monetazione fusa in Italia e Sicilia.

## Classificazione delle monete romane imperiatoriali
Non esistono pubblicazioni specifiche che classifichino le monete di questo periodo. Si usano sia testi sulle monete repubblicane che testi sulle monete imperiali.
Alcuni dei testi sono già stati analizzati per le monete repubblicane e sono:
- Babelon, E.: Monnaies de la République Romaine, che usa la divisione per gens.
- Sydenham, E.A.: The Coinage of the Roman Republic, che usa una suddivisione cronologica e si ferma grosso modo al 36 a.C.
- Crawford, M. H.: Roman Republican Coinage, che arriva fino al ca. 30 a.C.

Altri testi, che riguardano anche la monetazione imperiale sono:
- Cohen H. Déscription Historique..., un testo in otto volumi del 1880 che riguarda le monete dell'Impero Romano e che il più usato per classificare le monete imperiali
- R.I.C. Roman Imperial Coinage, vol. 1. (a cura di Harold Mattingly e Edward A. Sydenham). Il primo volume di 9. A partire dal 29 a.C.

## Classificazione delle monete romane imperiali
I testi di riferimento per la monetazione imperiale sono i "Cohen" ed il RIC.
Henry Cohen: Déscription Historique des Monnaie frappées sous L'Empire Romain, comunemént appelées Médailles Imperiales, un testo in otto volumi, tra il 1880 ed il 1982. Riguarda le monete dell'Impero Romano e che il più usato per classificare le monete imperiali.
Ovviamente ormai molte delle informazioni contenute sono diventate obsolete.
Copre le monete emesse dal 49 a.C. fino al 476 d.C. Le monete sono ordinate prima cronologicamente per Imperatore, poi per l'ordine alfabetico della scritta al rovescio.
Questo ordine, certamente poco scientifico, comunque permette di identificare abbastanza rapidamente la moneta.
È oggi disponibile in rete.
R.I.C. Roman Imperial Coinage, Nove volumi a cura di Mattingly e Sydenham. Copre il periodo dal 29 a.C. al 395 ed è lo standard di riferimento per le centinaia di libri e cataloghi di collezioni su questo periodo.

### Generali
- Theodor Mommsen: Die Geschichte des römische Münzwesen - Berlin 1860. Tr. fr.: Histoire de la monnaie romain. Paris 1865. (Ristampa Graz 1956. Ristampa Forni 1990)
- Andrew Burnett: Coinage in the Roman World, London: Seaby, 1987. ISBN 0900652853
- C.H.V. Sutherland,  Roman Coins 1974 ISBN 0-399-11239-1
- Kenneth W. Harl: Coinage in the Roman Economy ISBN 0-8018-5291-9

### Inizi
- Rudi Thomsen, Early Roman Coinage: a Study of the Chronology, 3 voll., Copenaghen, 1957-61.

### Repubblica
- Ernest Babelon, Description historique et chronologique des monnaies de la République Romaine vulgairement appelées monnaies consulaires, 2 voll., Paris, Rollin et Feuardent, 1885-86 (ristampato da Forni).
- Alberto Banti, Corpus Nummorum Romanorum. Monetazione repubblicana, 9 voll., Firenze, Banti editore, 1980-82.
- Gian Guido Belloni, La moneta romana. Società, politica, cultura, Firenze, NIS, 1993.
- Gian Guido Belloni (a cura di), Le monete romane dell'età repubblicana. Catalogo delle raccolte numismatiche, Milano, Comune di Milano, 1960.
- Michael H. Crawford, Roman Republican Coinage, 2 voll., London, Cambridge University press, 1974.
- Michael H. Crawford, Roman Republican Coin Hoards, London, Royal Numismatic Society, 1969.
- E. A. Sydenham, The Coinage of the Roman Republic, New York 1952 (ristampato da Durst, 1995).

### Impero
- Alberto Banti, I grandi bronzi imperiali, 9 voll., Firenze, Banti editore, 1983-87.
- Henry Cohen, Description des Monnaies frappées sous l'Empire Romain, II ed. Paris, 1880-92 ed. digitale
- H. Mattingly - E.A. Sydenham (et al.), Roman Imperial Coinage, Londra, 1936-84
- Eupremio Montenegro, Monete imperiali romane, Con valutazione e grado di rarità, Torino, Montenegro edizioni numismatiche, 1988.
- Herbert Allen Seaby, Roman Silver Coins, Second edition, 4 voll., London, B.A. Seaby, 1967-71.
- David R. Sear, Roman Coins and their Values, Millennium edition, 3 voll., London, Spinx, 2000-05.